# Polimialgia reumática
Polimialgia reumática (do grego Πολυμυαλγία: dores em vários músculos) é uma síndrome que causa dores ou rigidez muscular nas áreas do pescoço, ombros, braços e quadris, mas que podem ocorrer por todo o corpo. A dor pode ser repentina ou gradual durante um período de tempo. A maioria das pessoas afetadas por esta síndrome acordam com dores nos músculos; no entanto, há casos em que a pessoa afetada desenvolve dor durante a noite ou tem dores e rigidez ao longo do dia.
Indivíduos com polimialgia reumática podem, também, ter arterite temporal, uma inflamação dos vasos sanguíneos faciais que podem causar cegueira caso não seja tratada corretamente. A dor e a rigidez podem resultar em baixa qualidade de vida e podem `levar à depressão. A polimialgia reumática é frequentemente vista em associação à arterite temporal. Acredita-se que a doença é trazida por uma doença viral ou bacteriana ou trauma, além da influência genética. Residentes da Europa Setentrional são tidos como pessoas de risco para a doença. Não existe um teste laboratorial definitivo, mas as análises sanguíneas da proteína c-reativa (CRP) e da velocidade de hemossedimentação (ESR) podem ser úteis.
Geralmente, a síndrome é tratada com corticosteroides via oral. A maioria das pessoas precisam continuar o tratamento com corticoides de dois a três anos. Às vezes, a síndrome desaparece em um ou dois anos, mas os medicamentos e os cuidados pessoais podem melhorar as chances de recuperação. O primeiro caso da doença ocorreu em 1996, descrito, inicialmente, em 11 pacientes do Hospital Monte Sinai, em Nova Iorque.